# Juan Manuel Bonet
Juan Manuel Bonet Planes (París, 1953) es un crítico de arte y literatura, e historiador del arte contemporáneo, poeta, comisario de exposiciones y museólogo español. Ha desempeñado los puestos de director del Instituto Valenciano de Arte Moderno (IVAM) y del Museo Nacional Centro de Arte Reina Sofía de Madrid. Desde enero de 2017 a julio de 2018 ocupó el cargo de director del Instituto Cervantes.

## Trayectoria
Nació en París, donde su padre, el historiador del arte Antonio Bonet Correa, daba clases en la Sorbona y donde se casó con una alumna, su madre, que es traductora. Su padre obtuvo el puesto de catedrático de arte hispanoamericano en la Universidad de Sevilla, 
y se trasladó allí. Ya de adolescente escribía poemas en francés, y a los 15 años escribía en el periódico en que su padre dirigía las páginas de arte, El Correo de Andalucía, firmando como Juan de Aix, la localidad de la que era originaria la familia de su madre. Hizo entrevistas a los pintores de la galería que abrió Juana de Aizpuru en Sevilla hasta que empezó él mismo una carrera como pintor con Quico Rivas en el Equipo Múltiple, que pronto abandonó. En Madrid dirigió la galería Buades. Expuso a la nueva figuración: Carlos Alcolea, Guillermo Pérez Villalta, y a los treinta años empezó a publicar poesía y se hizo amigo de Andrés Trapiello.
Desde 1995 a 2000 fue director del Instituto Valenciano de Arte Moderno (IVAM). Y con posterioridad del Museo Nacional Centro de Arte Reina Sofía, de Madrid. 
Entre septiembre de 2012 y enero de 2017 fue director del Instituto Cervantes de París. El 27 de enero de 2017 fue nombrado director del Instituto Cervantes,  cargo que ha desempeñado hasta el 19 de julio de 2018.
Considerado como uno de los expertos en pintura contemporánea más importantes de España, es colaborador de los periódicos ABC y El País. Preside la Fundación-Archivo Rafael Cansinos Assens. Está casado con la historiadora polaca Monika Poliwka. Su obra más conocida es su monumental Diccionario de las Vanguardias en España (1907-1936).
En cuanto a su poesía, oscila entre lo tradicional y lo vanguardista, y se ha visto en ella tanto rasgos impresionistas como minimalistas. Es autor, asimismo, del dietario La ronda de los días (1990).

## Obra
Autor de monografías sobre Juan Gris, Ramón Gaya, Gerardo Rueda, Martín Chirino, Modesto Ciruelos, José Manuel Ballester, Mauricio Bueno y Pelayo Ortega, de un Diccionario de las vanguardias en España (1907-1936), de Impresos de vanguardia en España 1912-1936, de libros de poemas —La patria oscura, Café des exilés, Praga, Postales, Polonia-Noche, Nord-Sud—, de un dietario —La ronda de los días—, y de ediciones críticas de Ramón Gómez de la Serna, Rafael Cansinos Assens, José María Eguren, Rafael Lasso de la Vega, Joyce Mansour y Joan Perucho. Comisario de exposiciones como El surrealismo entre Viejo y Nuevo Mundo, El poeta como artista, El ultraísmo y las artes plásticas, Literatura argentina de vanguardia, España años 50, Vertical Thoughts: Morton Feldman and Visual Arts y Un mundo construido: Polonia 1918-1939, y de retrospectivas de, entre otros, Pablo Picasso, Giorgio Morandi, Tarsila do Amaral, Henri Michaux, Josef Sudek, Francisco Bores, Francisco Santa Cruz, Ramón Gaya, Juan Manuel Díaz-Caneja, Angel Orcajo, Esteban Vicente, José Guerrero, Manolo Millares, Francesc Catalá Roca, Leopoldo Pomés, Enrique Brinkmann, Bernard Plossu, Alex Katz, Helmut Federle, Dis Berlin, José Manuel Ballester y Neo Rauch. En 2012 publica Las cosas se han roto. Antología de la poesía Ultraísta, donde reúne a gran parte de los poetas de la primera manifestación española de las vanguardias en literatura. En 2019, en colaboración con Juan Bonilla, publica "Tierra negra con alas. Antología de la poesía vanguardista latinoamericana." 

### Poesía
- La patria oscura (1983)
- Café des exilés (1990)
- Última Europa (1990)
- Praga. Doce poemas de Pavel Hrádok en versión de J. M. B. (1994)
- Postales (2004)
- Polonia-Noche (2009)
- Via Labirinto (2016) obra poética completa, que incluye los inéditos En través y 5 suites.[7]

### Dietario
- La ronda de los días (1990)

### Ensayo histórico
- Diccionario de las Vanguardias en España (1907-1936) (1995)[8]
- Impresos de vanguardia en España (1912-1936) (2009).

### Antologías
- Las cosas se han roto. Antología de la poesía Ultraísta (2012)
- Tierra negra con alas. Antología de la poesía vanguardista latinoamericana (en colaboración con Juan Bonilla) (2019)